# Dufourea punica
Dufourea punica là một loài Hymenoptera trong họ Halictidae. Loài này được Ebmer mô tả khoa học năm 1976.